# Gruppeløse i Europa-Parlamentet
Gruppeløse (fransk: Non-Inscrits forkortet NI; engelsk: Non-Attached Members, forkortet NA) er medlemmer af Europa-Parlamentet (MEP), som ikke er med i nogle anerkendte politiske grupper i Europa-Parlamentet.
Europaparlamentsmedlemmerne kan være medlem af et nationalt parti eller et europæisk parti, men for at etablere en politisk gruppe i Europa-Parlamentet skal der være mindst 25 EP-medlemmer fra mindst syv forskellige medlemsstater. Gruppemedlemsskab giver adgang til økonomiske midler og udvalgsposter, men medlemmerne vil være ideologisk bundne. 
Spændet i de politiske ideologier blandt gruppeløse spænder fra socialliberalisme til populisme, konservatisme, nationalkonservatisme og nationalisme. Til trods for dette var de fleste gruppeløse i 2009 stærkt højreorienterede.
I 2014 var der omkring 30 gruppeløse Europaparlamentsmedlemmer. 
Fra 1999-2004 havde Danmark tre gruppeløse EP-medlemmer fra JuniBevægelsen.